# アンダカ

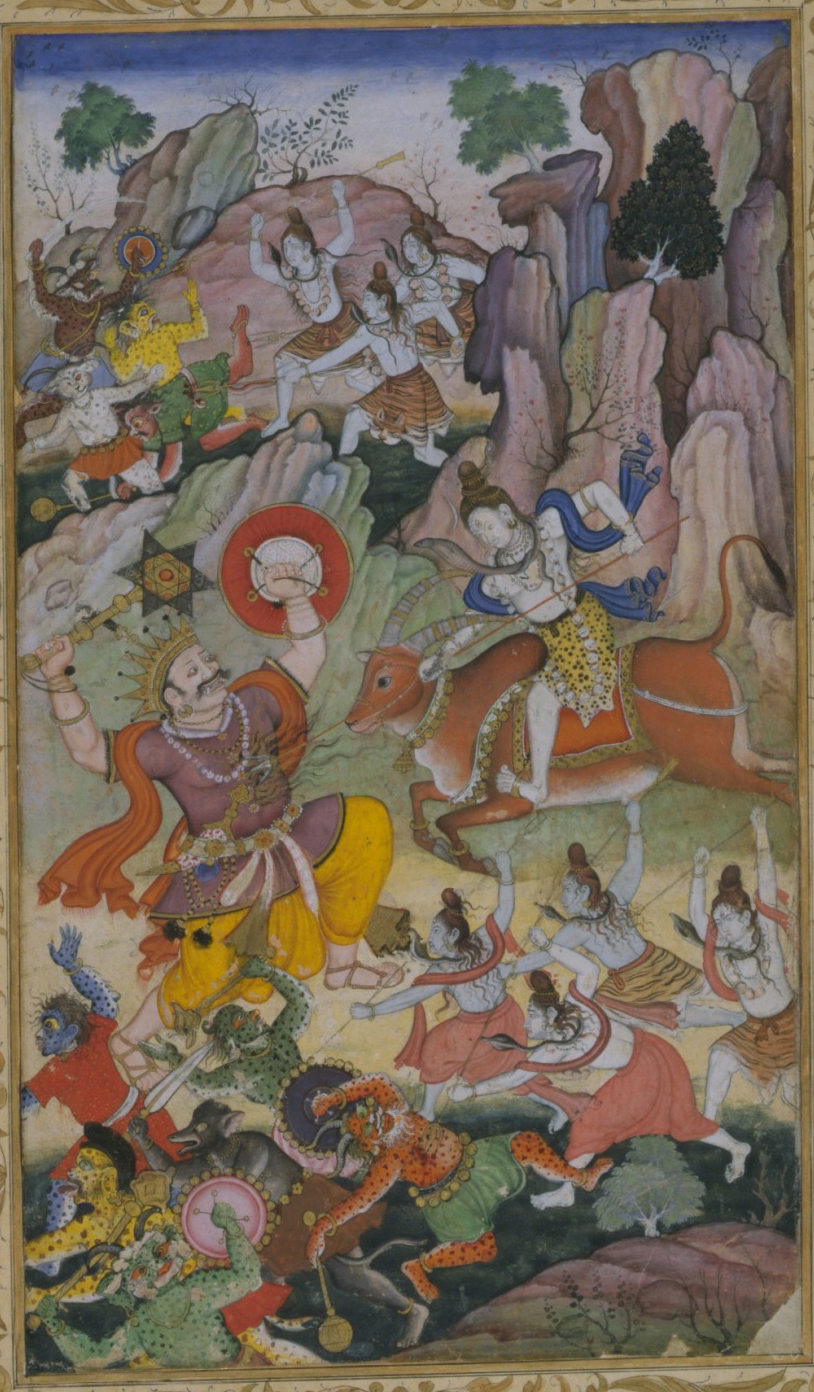
シヴァがアンダカを倒す場面（1590年頃画）

アンダカ（अंधक Andhaka）はシヴァとパールヴァティーの三番目の息子。シヴァが苦行に明け暮れているためパールヴァティーが退屈しのぎにシヴァの目を塞ぐと闇が世界を覆った（この時シヴァの額に第三の眼が生じた）。その暗黒の闇から恐ろしい盲目の子が生まれた。この子は「盲目の者」を意味するアンダカと名付けられた。
その頃アスラ神族であるヒラニヤークシャは息子が生まれることを祈って苦行していた。そこにシヴァが現れアンダカを里子として預けた。その際にもしアンダカが世間の憎悪を受けたり母を求めたりバラモンを殺した時には自身で焼き殺すことを告げた。
アンダカは成長してヒラニヤークシャの国の王となった。即位した直後、彼のいとこが彼を倒そうと企てていることを知り、森へ逃れて瞑想を始めた。彼は断食し、片足で百万年以上立ち続け、自身の体の一部を切ってブラフマーへの供物とした。するとブラフマーが現れ、アンダカは目が見えるようになることと何者にも殺されない不死身になることを求めた。ブラフマーはそれに応じ、アンダカが自身の母を結婚相手に選ばない限りは死なないようにした。
アンダカは王国に戻り、いとこの野望を打ち砕いた。
そして数百万年が経ち、3人の将軍たちが偶然洞窟でシヴァとパールヴァティーに出会ったが、それが彼らだとは気付かなかった。将軍たちは王の妃に相応しい美しい女性を発見したとして、報告した。アンダカはパールヴァティーに結婚を申し込んだがシヴァがそれを拒み、戦いが始まった。
他の神々とアスラを巻き込んだ何百年に及ぶ戦いはシヴァの勝利に終り、シヴァは息子の胸に三叉矛を突き刺して殺した（一説にはアンダカは改心して神になったともいわれる）。